# Рейкс, Томас
Томас Рейкс-младший (англ. Thomas Raikes the Younger; 3 октября 1777, Лондон — 3 июля 1848) — британский банкир, денди и мемуарист.

## Биография
Рейкс родился в 1777 году. Он был старшим сыном Томаса Рейкса-старшего и его жены, Шарлотты. Получил образование в Итоне, где познакомился со знаменитым денди Джорджем «Бо» Браммелом. Рейкс и Браммел продолжали оставаться друзьями и во взрослом возрасте. 
В 1795 году Рейкс отправился в гран-тур по Европе, в ходе которого, помимо обычного изучения языков и осмотра достопримечательностей, он также знакомился с работой торговых и промышленных предприятий (в особенности в Германии). По возвращении стал партнёром отца в его банковском бизнесе, но и в дальнейшем сохранял тягу к путешествиям в континентальную Европу, которые повторял ещё не раз. 
Так, в 1814 году Рейкс побывал в Гааге, где он остановился в доме британского посла Ричарда Тренча. Он посетил Париж ещё несколько раз (в частности, в 1814, в 1819 и 1820 годах), а зиму 1829—30 годов провёл в России. В 1833 году он выехал из Лондона во Францию, где  жил в течение следующих восьми лет. В 1841 году Рейкс вернулся в Лондон, однако и позже не раз навещал Париж. Рейкс был известным лондонским денди, завсегдатаем модных клубов Вест-Энда.
В мае 1846 года он отправился на воды в Бат, чтобы поправить здоровье. Затем он купил дом в курортном городе Брайтоне, где и умер 3 июля 1848 года.
В 1856—57 годах были опубликованы четырёхтомные мемуары Рейкса. Позже были опубликованы, под редакцией его дочери, ещё две книги: «Частная переписка с Артуром Уэллсли (фельдмаршалом герцогом Веллингтоном)» и «Второй герцог Веллингтон и другие выдающиеся современники» (в 1861 году). 

### Семья
С 1802 года Рейкс был женат на Софии Бейли, дочери ямайского плантатора Натаниэля Бейли. Супруга Рейкса скончалась в 1822 году. 
В браке родились один сын и три дочери, из которых дочь Харрриет стала писательницей и редактором эпистолярного наследия отца.